# Altafulla
Altafulla è un comune spagnolo di 3 293 abitanti situato nella comunità autonoma della Catalogna. Appartiene alla comarca del Tarragonès, con capoluogo Tarragona ed è un fiorente centro balneare.
Vi si trova la villa romana di Els Munts. La villa, occupata fin dalla metà del I secolo, fu considerevolmente ampliata e lussuosamente ornata alla metà del II secolo. Distrutta da un incendio nel 260, fu parzialmente rioccupata per poi venire definitivamente abbandonata nel V secolo. Si è ipotizzato che sia stata la sede del governatore della provincia dell'Hispania Tarraconensis, che aveva come capitale Tarraco, la vicina Tarragona.

## Storia

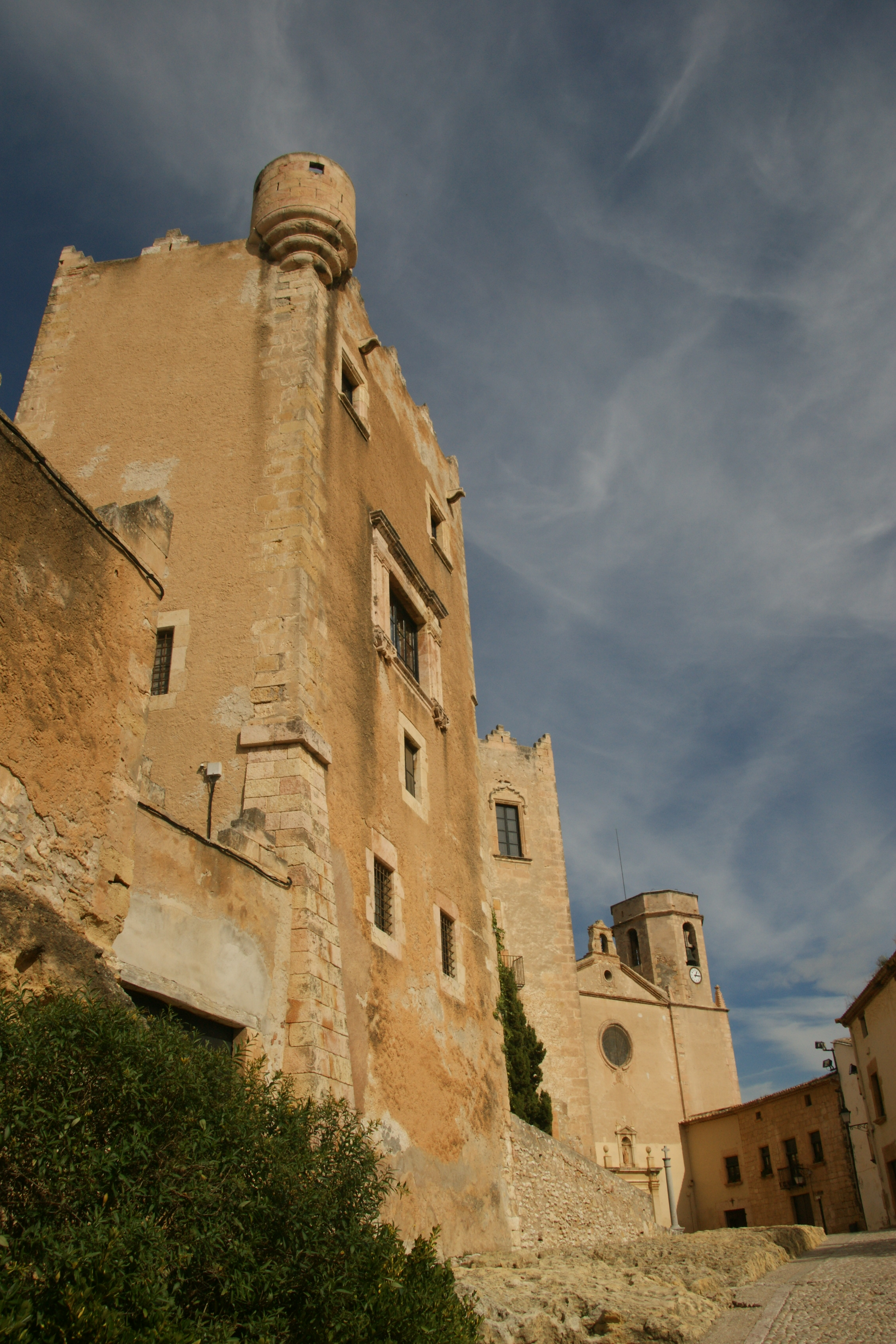
Castello di Altafulla

Il feudo di Altafulla e La Nou, almeno fin da XII secolo, rimase vincolato alla Corona d'Aragona e, pertanto, ne furono signori i conti di Barcellona, che vi esercitavano la propria giurisdizione. A metà del XIV secolo, il re Pietro il Cerimonioso cedette la signoria su Altafulla e La Nou al nobile Berenguer de Requesens che, nel 1358 ne risulta come il primo signore feudale e, di conseguenza, a partire da questa data, il feudo risulta essere stato patrimoniale di pertinenza dei Requesens. Il titolo baronale e l'esercizio del potere civile e penale sulla baronia, dopo di loro, passò delle altre famiglie aristocratiche che la governarono con mero e misto impero fino all'abolizione del feudalesimo nel 1836. Queste famiglie furono: i Castellet, proprietari della baronia dal primo decennio del XVI secolo, che la governarono solo per pochi decenni dato che la figlia del primo barone Castellet, Violant, la portò in eredità al marito, un Corbera-Santcliment, ed è proprio questa la famiglia catalana, già titolare della baronia di Llinars, che resse la baronia al passaggio dal XVI al XVII secolo, dalla metà del XVI secolo i Corbera-Santcliment furono infatti signori del feudo di Altafulla fino al 1672 quando, ormai oberati dai debiti, furono costretti a venderla a Francesc de Montserrat (episodio singolare, visto quest'ultimo non aveva, con loro, alcun legame di parentela), successivamente marchese di Tamarit; i Montserrat saranno gli ultimi signori feudali del piccolo Stato.

### Casa di Requesens
I Requesens, come già detto, tennero la baronia dalla metà del XIV secolo, quando ne ottennero concessione, da parte di Pietro il Cerimonioso, nella persona di Berenguer de Requesens (morto dopo il 1374); a Berenguer successe il figlio Lluís de Requesens i de Montoliu (morto dopo il 1382) il quale sposò la nobildonna Elfa de Relat, che gli portò in dote le signorie di Vallvidrera e Olorde; loro figlio primogenito fu Lluís de Requesens i de Relat, marito di Constança de Santacoloma e padre, tra gli altri, di Bernat de Requesens i de Santacoloma, suo figlio primogenito ed erede: costui sposò Caterina de Cardona ed ebbe Lluís de Requesens i de Cardona (morto verso il 1499), che nel 1472 vendette la baronia ad un suo cugino, Pere de Castellet i de Requesens.

### Casa di Castellet
I Castellet mantennero la baronia solo per pochi decenni, infatti, a seguito del matrimonio, nel 1538, di Violant de Castellet – figlia di Pere – con Riambau I de Corbera-Santcliment, la signoria su Altafulla e La Nou passò ai Corbera-Santcliment.

### Casa di Corbera-Santcliment
I Corbera-Santcliment ressero la baronia dalla prima metà del XVI secolo, quando Riambau I de Corbera-Santcliment ne assunse, maritali nomine, la guida. A Riambau, II barone di Llinars e I barone di Altafulla successe il figlio Riambau Miguel de Corbera-Santcliment e il nipote Luis de Corbera-Santcliment che morì nel 1637 e fu, oltre che IV barone di Llinars e III barone di Altafulla, anche barone di Balsareny, titolo questo che non passò in eredità al figlio Francesc de Corbera-Santcliment, padre dell'ultimo barone di Altafulla, Josep de Corbera-Santcliment; poco dopo la morte del padre infatti, quest'ultimo, nel 1672, in accordo con sua madre Elisabet Pons e la propria moglie Maria de Blanes vendette infine la baronia a Francesc de Montserrat, barone di Ribelles, per 6106 lire. Il 23 dicembre 1672, costui prese possesso effettivo della baronia e del potere giurisdizionale, penale e civile ad essa collegato.

### Casa di Montserrat
Dopo la morte di Francesc de Montserrat - che il 13 febbraio 1681 aveva ricevuto dal re Carlo II di Spagna il titolo di marchese di Tamarit - la baronia passò ai suoi discendenti che ne furono i signori feudali fino alla sua abolizione, insieme a quella delle altre giurisdizioni signorili, negli anni trenta del XIX secolo.